# Neofolk
Il Neofolk è una forma di musica folk nata dalla fusione delle tradizioni europee con le sperimentazioni dei circoli musicali post-industriali. La musica neofolk si può ritrovare eseguita sia soltanto con l'uso di strumenti acustici tradizionali sia con l'accompagnamento sonoro di strumenti tipici della musica industriale e sperimentale come sintetizzatori e campionatori. Il genere si sviluppa attorno ad un ampio assortimento di tematiche, come la musica tradizionale, il romanticismo, l'etenismo e l'occultismo e si dirama in vari sottogeneri come il martial industrial, l'apocalyptic folk e il folk noir.
Tra i generi legati al neofolk si possono considerare il dark ambient, il dark cabaret, la darkwave, il folk metal, l'Industrial e il Post-industrial e tutte le forme che nascono dalla contaminazione di questi stili

## Storia
Il termine "neofolk" ha la sua origine negli ambienti musical-esoterici, che iniziarono ad usarlo verso la fine del XX secolo per riferirsi alla musica influenzata da artisti come Douglas Pearce (Death in June), Tony Wakeford (Sol Invictus) e David Tibet (Current 93) che avevano strettamente collaborato tra loro per un certo periodo di tempo. Questi musicisti facevano parte di ambienti postindustriali che con il tempo finirono per incorporare nelle loro sonorità temi musicali folk basati su elementi della tradizione europea. Alcuni musicisti come Nico, Shirley Collins, Leonard Cohen, Lou Reed, Scott Walker, Strawbs, The Velvet Underground, Love e Comus avevano composto musica con temi e sonorità simili al neofolk già a partire dagli anni sessanta; questi artisti possono essere considerati dei precursori e il loro lavoro sicuramente influenzò gli artisti del movimento neofolk. Tuttavia va chiarito che furono gli artisti precedentemente citati, quelli che parteciparono alla scena musicale "dark" degli anni ottanta e novanta, a contribuire alla nascita del movimento neofolk, della quale non si può propriamente parlare fino alla fine degli anni '90 stessi.

## La cultura
Lo spirito del movimento neofolk può essere paragonato agli ideali dei movimenti folk statunitensi e britannici degli anni '60. Le fondamenta di questo tipo di musica sono basate sul proposito di opporsi alla commercializzazione per mezzo della cultura popolare. La netta differenza tra il folk e il neofolk sta nei temi affrontati: la maggior parte degli artisti neofolk concentra la propria attenzione su riferimenti culturali arcaici e letterari. Le tradizioni e le credenze locali tendono così ad essere ritratte a tinte molto forti, unite a testi di carattere storico-esoterico.
Non è raro incontrare all'interno del movimento neofolk dei riferimenti politici più o meno espliciti, spesso orientati verso l'estrema destra. Si tratta talvolta di una sorta di riferimento codificato, o nascosto, raramente palesato, che solitamente ruota attorno al concetto di recupero di un passato glorioso, mitico, attraverso dottrine eteniste.
D'altronde, gli stessi interessi per l'occulto e il mistico erano una presenza determinante negli alti ranghi del Partito Nazionalsocialista Tedesco dei Lavoratori (o almeno di una certa parte di esso), e i musicisti neo-folk usano questi stessi interessi per creare un collegamento concettuale. Non è raro incontrare atteggiamenti militaristici, a volte di vero e proprio fanatismo, durante i concerti.

### L'Etenismo
Degna di particolare attenzione è la relazione con il movimento etenista, che occupa una parte molto rilevante nelle tematiche di molti artisti neofolk. Le rune, i siti archeologici pagani sono solo alcune delle forme con cui i musicisti neofolk spesso esprimono il loro interesse per le antiche tradizioni. Sul piano estetico, si nota come anche i nomi dei gruppi, le copertine degli album e il modo di vestire siano in linea con questo tipo di interesse. Tutto questo ha spinto alcuni degli artisti che fanno parte del genere a ritenere che sia un segno di una rinascita dell'etenismo in Europa.
(Douglas Pearce)

## Stili e movimenti correlati

### Apocalyptic folk
La locuzione apocalyptic folk è precedente al movimento neofolk e fu usata da David Tibet per descrivere la musica composta dal suo gruppo, i Current 93, nel periodo che va dalla fine degli anni '80 all'inizio dei '90. All'inizio Tibet non intendeva dire che la sua musica fosse in relazione con il genere musicale folk; piuttosto intendeva che quella dei Current 93 era "apocalyptic folk music" nel senso di musica fatta da persone con un atteggiamento apocalittico.
La definizione si applicò alla maggior parte degli artisti che facevano parte della ora scomparsa casa discografica World Serpent Distribution che componevano musica molto influenzata dall'album Thunder Perfect Mind dei Current 93. Nei lavori di questi artisti sono spesso presenti tematiche gnostiche e thelemiche, unite a influenze musicali dello psychedelic rock e dello psych folk degli anni '60. È stata talvolta anche usata per definire il lavoro di musicisti dalle simili sonorità, anche se non direttamente collegati con il movimento, come Michael Gira.

### Folk Noir
Folk Noir è  un termine inventato dal fotografo David Mearns per descrivere la musica del periodo centrale della carriera dei Sol Invictus. Generalmente si usa per definire i gruppi legati alla casa discografica Tursa Records. Talvolta il termine viene usato nelle webzines perché percepito come maggiormente neutrale e privo delle specifiche connotazioni del neofolk, ma grossomodo il significato è lo stesso, anche se l'impiego della parola "noir" suggerisce che vengano affrontate tematiche più oscure oltre ai consueti temi di tipo storico.
Altri termini piuttosto vaghi usati per descrivere gli artisti di questa corrente sono "dark folk" e "pagan folk". Si tratta di termini-ombrello, che sono usati anche per parlare di altre forme di musica, simili ma non direttamente correlate.

### Martial industrial
Il sottogenere martial industrial, conosciuto anche come martial ambient, military pop o musica marziale, affonda le sue radici stilistiche nella musica classica, nel neofolk, nella darkwave, nelle marce militari tradizionali europee e nel dark ambient.
Il nome military pop venne usato per la prima volta dal musicista austriaco Kadmon, fondatore degli Allerseelen, per descrivere la direzione che aveva preso il suo stile musicale, allontanatosi da un sound prettamente ambient verso un qualcosa di più militaresco. È stato usato sin dall'inizio da altri artisti come  Dernière Volonté per descrivere il proprio stile musicale.
Le caratteristiche principali di questo genere musicale spaziano da un suono martellante basato sulle percussioni, adatto ad una oscura parata, ad una musica più simile a quella da cabaret caricata da un parlato sensuale e ricco di riferimenti sessuali, a nenie adatte a dolenti e lunghe marce.
I fan del martial industrial comprendono sia soggetti molto attivi politicamente, che semplici ammiratori del mondo militare, oltre a feticisti attratti dalla divisa. A causa dell'uso di uniformi militari spesso ispirate alla seconda guerra mondiale, il movimento è stato erroneamente interpretato come espressione di un'unica tendenza politica di estrema destra da gruppi antifascisti, da organizzazioni come la Anti-Defamation League e talvolta dagli organi di informazione. In realtà tra gli artisti appartenenti a questo genere ve ne sono di orientati a sinistra (come i Militia e Test Dept.) a destra (come i Von Thronstahl), e anche di completamente apolitici.
L'opera di alcuni artisti neofolk presenta talvolta elementi tematici e musicali in comune con il martial industrial e i due generi si sono sviluppati in stretta correlazione. Diversi artisti possono essere classificati come appartenenti ad entrambi i generi e spesso si tengono spettacoli e concerti in cui musicisti delle due correnti si esibiscono assieme.